# İzzet Türkyılmaz
Pour l’article homonyme, voir Türkyılmaz.
İzzet Türkyılmaz, né le 20 mai 1990, à Burhaniye, en Turquie, est un joueur turc de basket-ball. Il évolue au poste d'ailier fort.

## Biographie
Türkyılmaz est choisi au second tour de la draft 2012 de la NBA (50e position) par les Nuggets de Denver.
Lors de la saison 2012-2013, il joue l'EuroCoupe de basket-ball avec Bandırma Banvit. Le club est éliminé lors du Top 16. En championnat turc, Türkyılmaz marque en moyenne 4,5 points et prend 2,8 rebonds.
En septembre 2013, il signe un contrat de 3 ans avec le Fenerbahçe Ülker. En juin 2014, il remporte le championnat de Turquie.